# Bessey
Pour les articles homonymes, voir Bessey (homonymie).
Pour les articles ayant des titres homophones, voir Besset (homonymie), Bessay (homonymie) et Bessais-le-Fromental.
Bessey est une commune française située dans le département de la Loire en région Auvergne-Rhône-Alpes.

## Géographie
Bessey est situé dans le département de la Loire, au sein du parc naturel régional du Pilat.

## Toponymie
Le nom de Bessey viendrait de bes (l'arbre bouleau) ou de bessons (les jumeaux).
La localité est mentionnée pour la première fois au XIe siècle. Elle apparaît en 1342 sous l'orthographe Becyes. Le nom évolue ensuite en Beces en 1352, Beceys en 1395, Betz en 1409, Besses en 1477 et enfin Bessey en 1754.

## Histoire
La paroisse dépendait du prieuré de Roisey. Vers 1850, Théodore Ogier en fait la description suivante : « ce village, situé sur un sol accidenté, est distribué d'une manière irrégulière autour de son église ; ses maisons sont généralement bien construites, mais peu commodes. Quant aux agréments naturels, il n'en existe absolument aucun. L'agriculture seule est productive, les céréales, fruits, légumes, vignes et seigles y croissent en abondance ».

## Politique et administration

### Tendances politiques et résultats
En 2017, la commune comptait 317 inscrits sur les listes électorales.
Lors du premier tour de l'élection présidentielle de 2017, Marine Le Pen (Front national) arrive en tête avec 32,72 % des votes exprimés. Elle est suivie par Emmanuel Macron (En marche !) avec 18,38 % et François Fillon (Les Républicains) avec 18,01 %. Viennent ensuite Jean-Luc Mélenchon (La France insoumise) avec 15,81 %, Nicolas Dupont-Aignan (Debout la France) avec 6,25 %, Benoît Hamon (Parti socialiste) avec 2,57 %, Jean Lassalle (Résistons) avec 2,57 %, Nathalie Arthaud (Lutte ouvrière) avec 1,84 % et Philippe Poutou (Nouveau Parti anticapitaliste) avec 1,84 %. La participation au premier tour était de 85,8 % dont 1,26 % de bulletins blancs et nuls. Au second tour la participation est plus faible avec 72,56 % de votants dont 11,99 % de votes blancs ou nuls. Emmanuel Macron remporte 50,87 % des voix exprimées au second tour.

### Liste des maires

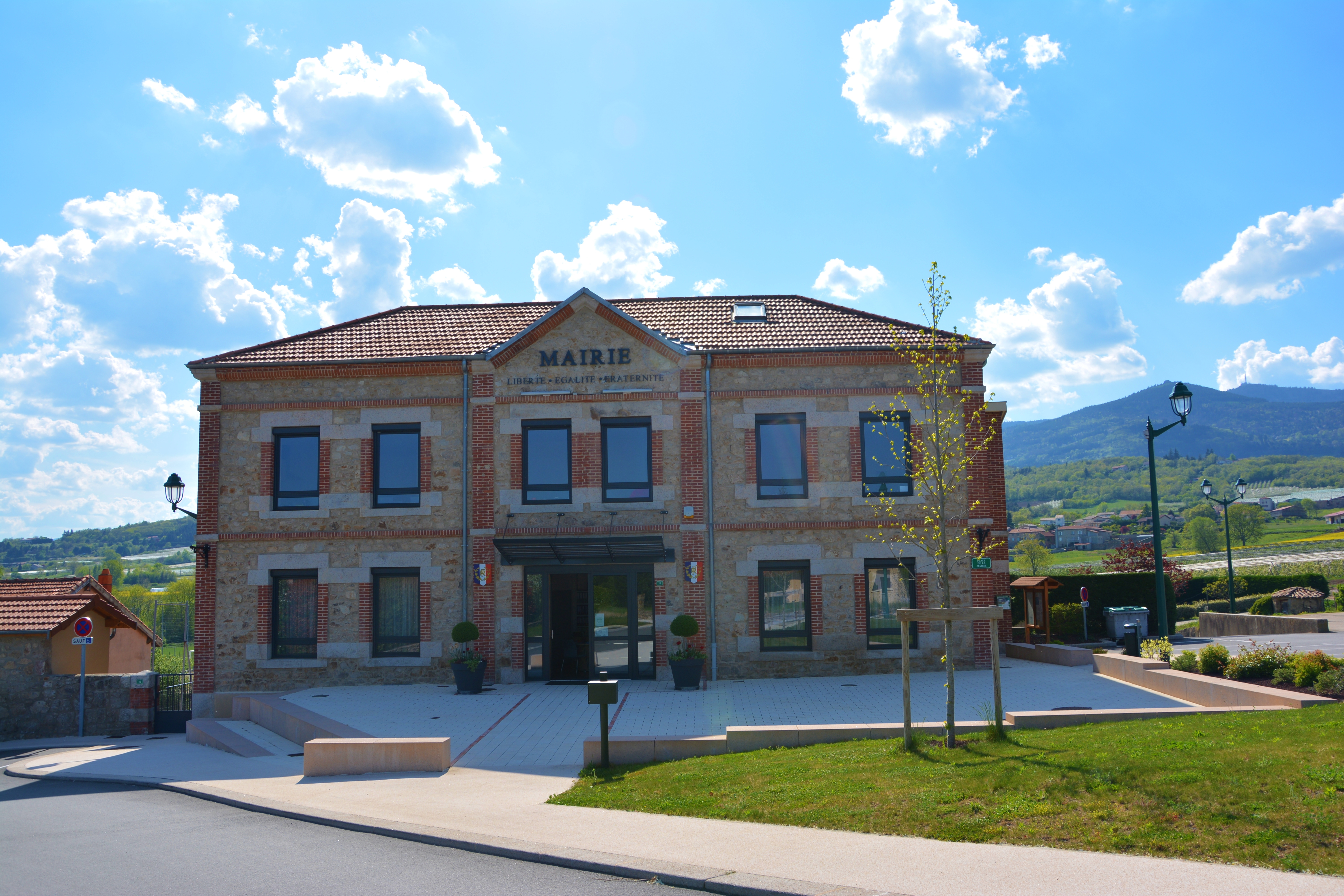
La mairie de Bessey en avril 2015.

| Période                                  | Période                   | Identité                                        | Étiquette | Qualité |
| ---------------------------------------- | ------------------------- | ----------------------------------------------- | --------- | ------- |
| Les données manquantes sont à compléter. |                           |                                                 |           |         |
| mars 2001                                | mars 2008                 | Marc Pupier                                     |           |         |
| mars 2008                                | En cours (au 25 mai 2020) | Charles Zilliox, Réélu pour le mandat 2020-2026 |           |         |

## Population et société

### Démographie

#### Évolution démographique
L'évolution du nombre d'habitants est connue à travers les recensements de la population effectués dans la commune depuis 1793. Pour les communes de moins de 10 000 habitants, une enquête de recensement portant sur toute la population est réalisée tous les cinq ans, les populations de référence des années intermédiaires étant quant à elles estimées par interpolation ou extrapolation. Pour la commune, le premier recensement exhaustif entrant dans le cadre du nouveau dispositif a été réalisé en 2004.

En 2022, la commune comptait 465 habitants, en évolution de +2,2 % par rapport à 2016 (Loire : +1,32 %, France hors Mayotte : +2,11 %).
| 1793 | 1800 | 1806 | 1821 | 1831 | 1836 | 1841 | 1846 | 1851 |
| ---- | ---- | ---- | ---- | ---- | ---- | ---- | ---- | ---- |
| 408  | 226  | 409  | 380  | 405  | 389  | 377  | 390  | 437  |

| 1856 | 1861 | 1866 | 1872 | 1876 | 1881 | 1886 | 1891 | 1896 |
| ---- | ---- | ---- | ---- | ---- | ---- | ---- | ---- | ---- |
| 442  | 451  | 455  | 428  | 443  | 419  | 395  | 403  | 415  |

| 1901 | 1906 | 1911 | 1921 | 1926 | 1931 | 1936 | 1946 | 1954 |
| ---- | ---- | ---- | ---- | ---- | ---- | ---- | ---- | ---- |
| 396  | 412  | 337  | 305  | 278  | 281  | 264  | 241  | 227  |

| 1962 | 1968 | 1975 | 1982 | 1990 | 1999 | 2004 | 2006 | 2009 |
| ---- | ---- | ---- | ---- | ---- | ---- | ---- | ---- | ---- |
| 239  | 229  | 235  | 226  | 263  | 292  | 369  | 381  | 390  |

| 2014 | 2019 | 2022 | - | - | - | - | - | - |
| ---- | ---- | ---- | - | - | - | - | - | - |
| 438  | 460  | 465  | - | - | - | - | - | - |

#### Pyramide des âges
La population de la commune est relativement jeune.
En 2018, le taux de personnes d'un âge inférieur à 30 ans s'élève à 37,6 %, soit au-dessus de la moyenne départementale (35,0 %). À l'inverse, le taux de personnes d'âge supérieur à 60 ans est de 20,4 % la même année, alors qu'il est de 28,4 % au niveau départemental.
En 2018, la commune comptait 243 hommes pour 215 femmes, soit un taux de 53,06 % d'hommes, largement supérieur au taux départemental (48,35 %).
Les pyramides des âges de la commune et du département s'établissent comme suit.
| Hommes | Classe d’âge | Femmes |
| ------ | ------------ | ------ |
| 0,4    | 90 ou +      | 0,5    |
| 3,3    | 75-89 ans    | 4,2    |
| 16,8   | 60-74 ans    | 15,7   |
| 18,9   | 45-59 ans    | 22,7   |
| 21,3   | 30-44 ans    | 21,3   |
| 16,4   | 15-29 ans    | 11,6   |
| 23,0   | 0-14 ans     | 24,1   |

| Hommes | Classe d’âge | Femmes |
| ------ | ------------ | ------ |
| 0,8    | 90 ou +      | 2,3    |
| 8      | 75-89 ans    | 11     |
| 17,1   | 60-74 ans    | 18,2   |
| 19,5   | 45-59 ans    | 18,7   |
| 17,5   | 30-44 ans    | 17     |
| 17,9   | 15-29 ans    | 16     |
| 19     | 0-14 ans     | 16,8   |

### Climat
Pour des articles plus généraux, voir Climat d'Auvergne-Rhône-Alpes et Climat de la Loire.
En 2010, le climat de la commune est de type climat océanique altéré, selon une étude du Centre national de la recherche scientifique s'appuyant sur une série de données couvrant la période 1971-2000. En 2020, Météo-France publie une typologie des climats de la France métropolitaine dans laquelle la commune est dans une zone de transition entre le climat semi-continental et le climat de montagne et est dans une zone de transition entre les régions climatiques « Nord-est du Massif Central » et « Sud-est du Massif Central ».
Pour la période 1971-2000, la température annuelle moyenne est de 11,4 °C, avec une amplitude thermique annuelle de 17,5 °C. Le cumul annuel moyen de précipitations est de 844 mm, avec 9,1 jours de précipitations en janvier et 6,3 jours en juillet. Pour la période 1991-2020, la température moyenne annuelle observée sur la station météorologique de Météo-France la plus proche, « Sablons », sur la commune de Sablons à 10 km à vol d'oiseau, est de 13,3 °C et le cumul annuel moyen de précipitations est de 805,2 mm,. Pour l'avenir, les paramètres climatiques de la commune estimés pour 2050 selon différents scénarios d'émission de gaz à effet de serre sont consultables sur un site dédié publié par Météo-France en novembre 2022.

## Urbanisme

### Typologie
Au 1er janvier 2024, Bessey est catégorisée commune rurale à habitat dispersé, selon la nouvelle grille communale de densité à sept niveaux définie par l'Insee en 2022.
Elle appartient à l'unité urbaine de Pélussin, une agglomération intra-départementale regroupant six  communes, dont elle est une commune de la banlieue,,. La commune est en outre hors attraction des villes,.

### Occupation des sols
L'occupation des sols de la commune, telle qu'elle ressort de la base de données européenne d’occupation biophysique des sols Corine Land Cover (CLC), est marquée par l'importance des territoires agricoles (90,9 % en 2018), une proportion identique à celle de 1990 (90,9 %). La répartition détaillée en 2018 est la suivante : 
cultures permanentes (50,9 %), zones agricoles hétérogènes (32,2 %), forêts (9,1 %), terres arables (7,8 %). L'évolution de l’occupation des sols de la commune et de ses infrastructures peut être observée sur les différentes représentations cartographiques du territoire : la carte de Cassini (XVIIIe siècle), la carte d'état-major (1820-1866) et les cartes ou photos aériennes de l'IGN pour la période actuelle (1950 à aujourd'hui).

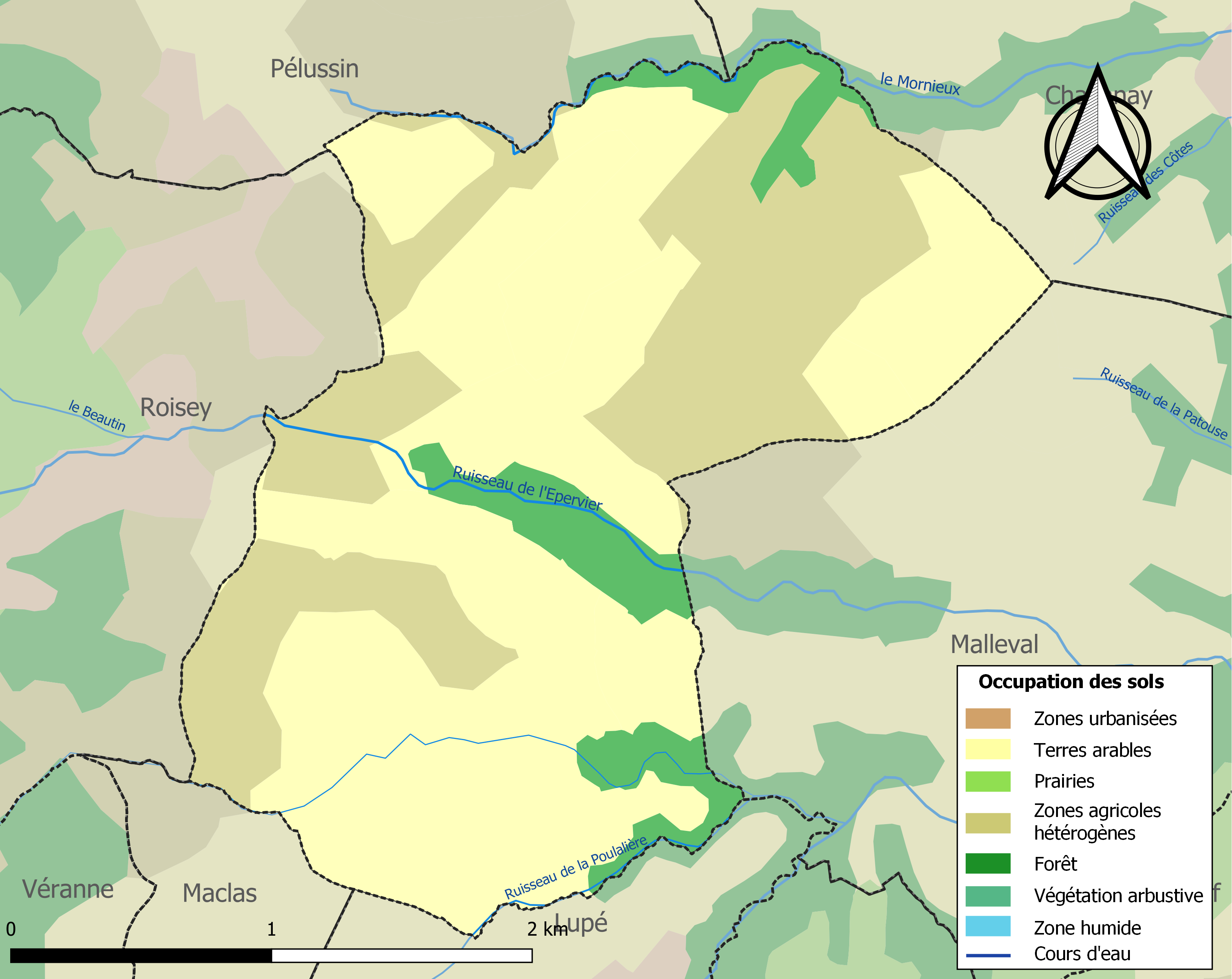
Carte des infrastructures et de l'occupation des sols de la commune en 2018 (CLC).

## Économie
En 2016, le taux d'activité des 15 à 64 ans s'élevait à 76,3 %, supérieur à la moyenne départementale (72,7 %). Le taux de chômage s'élevait à 4,1 %, très inférieur aux 10 % de la moyenne départementale à la même époque,.
En 2015, il y a 13 exploitations agricoles sur la commune. Pour l'année 2017, hors agriculture, on recense 18 entreprises, dont une dans le secteur de l'industrie, cinq dans celui de la construction et cinq commerces. Pour le tourisme, le village dispose d'un petit camping d'une capacité de sept personnes.

## Lieux et monuments
Située sur le GR65 reliant Genève au Puy-en-Velay, l'église du village abrite un vitrail représentant saint Jacques le Majeur.
- Église de la Nativité-de-Saint-Jean-Baptiste de Bessey.